# Herbert Timm
Herbert Timm (* 2. Oktober 1911 in Kaltenkirchen; † 2. April 1987 in Münster) war ein deutscher Finanzwissenschaftler.

## Leben
Timm wurde 1936 in Hamburg zum Dr. rer. pol. promoviert und noch im selben Jahr Assistent von Rudolf Stucken. 1939 habilitierte er sich in Nationalökonomie. 1943 wurde er außerordentlicher Professor an der Hochschule für Welthandel in Wien.
1951 folgte er Ruf als ordentlicher Professor an der Technischen Hochschule Hannover. 1956 wurde er Professor an der Universität des Saarlandes und 1960 an der Westfälischen Wilhelms-Universität in Münster (Westfalen). Dort war er Direktor des Instituts für Finanzwissenschaft und wichtigster Lehrer Hans-Werner Sinns, der ihm später gemeinsam mit Georg Milbradt assistierte.
Von 1961 bis 1964 war er Vorsitzender des Wirtschafts- und Sozialwissenschaftlichen Fakultätentages. Außerdem war er Mitglied des wissenschaftlichen Beirats beim Bundesfinanzministerium.

## Schriften (Auswahl)
- Möglichkeiten und Probleme konjunkturorientierter Steuerpolitik (= Hamburger wirtschafts- und sozialwissenschaftliche Schriften. Heft 35). Hinstorff, Rostock 1936.
- Das Grundproblem der modernen Vollbeschäftigung. Buske, Darmstadt u. a. 1940.

## Einzelnachweis
1. ↑  
Ökonom Hans Werner Sinn. Interview, siehe ab 2:12 und 73:48 min. Jung & Naiv, 15. Dezember 2019, abgerufen am 18. Dezember 2019.

| Personendaten    | Personendaten                   |
| ---------------- | ------------------------------- |
| NAME             | Timm, Herbert                   |
| KURZBESCHREIBUNG | deutscher Finanzwissenschaftler |
| GEBURTSDATUM     | 2. Oktober 1911                 |
| GEBURTSORT       | Kaltenkirchen                   |
| STERBEDATUM      | 2. April 1987                   |
| STERBEORT        | Münster                         |